# 大幡駅

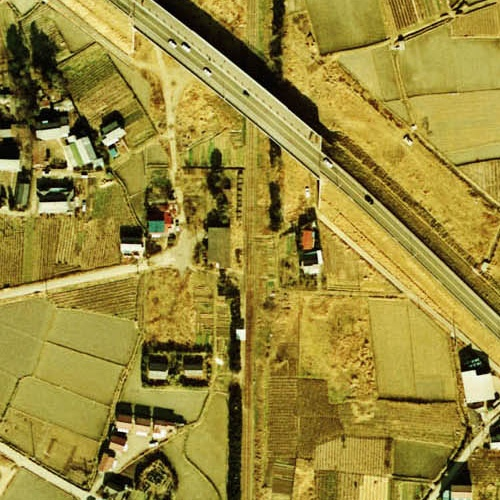
駅周辺を写した航空写真、画像中央が大幡駅舎、高架の道路橋は国道17号熊谷バイパス。1975年1月5日撮影。

大幡駅（おおはたえき）は、かつて埼玉県熊谷市柿沼にあった、東武鉄道熊谷線の駅（廃駅）である。熊谷線の廃止に伴い、1983年（昭和58年）6月1日に廃止となった。

## 歴史
- 1943年（昭和18年）12月5日 東武鉄道熊谷線の駅として開業[1][2]。
- 1954年（昭和29年）12月 無人化。
- 1976年（昭和51年）5月 委託化。
- 1977年（昭和52年）3月 駅舎が撤去され、新たに待合室とトイレが設置される。
- 1983年（昭和58年）6月1日 廃止[2]。

## 駅構造
- 交換可能駅であったが、晩年には単式ホーム1面1線の地上駅となっていた。
- 1976年（昭和51年）より、切符は駅前の商店が委託販売をしていた。
- 1977年（昭和52年）までは駅舎もあり、形状は妻沼駅とよく似ていた。

## 利用状況
1978年（昭和53年）の乗降客数は1日平均704名で、熊谷市街地への買物客や、熊谷市立女子高等学校への通学客が多かった。

## 駅周辺
- 大幡団地
- 熊谷市立大幡小学校
- 熊谷市立大幡中学校
- 熊谷市立女子高等学校（2008年（平成20年）廃校）

## 現状
駅跡は廃線後もしばらくの間そのままの状態だったが、やがて撤去された。2022年現在、付近の廃線跡は道路に転用されている。道路外側に鉄道用の柵で囲まれた広い敷地が残るほかは、目立った駅の痕跡はない。

## 隣の駅
東武鉄道
熊谷線
上熊谷駅 - 大幡駅 - 妻沼駅